# Közép-Szlovénia statisztikai régió
Közép-Szlovénia (szlovénül: Osrednjeslovenska) Szlovénia 12 statisztikai régiójának egyike. Területe 2334 km², lakosságának száma 537 893 volt 2016-ban.

## A régió jellemző statisztikai adatainak szöveges leírása
Az ország központi statisztikai régiója a lakosság és népsűrűség szempontjából az első Szlovéniában, területe pedig a második legnagyobb.
2016-ban itt élt az ország lakosságának 26%-a. Az átlagéletkor itt volt a legalacsonyabb (41,5 év). A népsűrűség 231 fő/km² volt. Az első szüléskor az anyák átlagos életkora 30,1 év volt. A megfelelő korosztályhoz tartozó gyermeke 80%-a járt óvodába. A 25–64 éves lakosság több mint harmada rendelkezett közép- vagy felsőfokú végzettséggel, ezzel a régió az első helyen volt az országban. A lakosság átlagosan 10-es skálán 7,3-ra értékelte általános elégedettségét. A munkanélküliség 6,5%-os volt, a szlovén átlagnál alacsonyabb. A megfelelő korú lakosság 91%-a gazdaságilag aktív volt, szintén a legmagasabb az országban, csakúgy, mint az átlagos havi nettó fizetés terén, ami 1.118 EUR volt.
A régió az országos gazdasági teljesítmény 37%-át adta, az itt megtermelt egy főre jutó GDP 27.600 EUR volt. (Összehasonlításul az egy főre jutó magyar GDP országos átlaga 2017-ben 8,6%-os rekordnövekedés után 12.600 eurót ért el.) Az összes szlovén vállalat egyharmada tevékenykedett itt, csakúgy, mint a gyorsan növekvő vállalatok egyharmada, és ezekben  23.600 fő dolgozott. Az itt használt személyautók átlagéletkora volt a legalacsonyabb (9,3 év). Az ide látogató turisták száma nem volt a legmagasabb, de az itt töltött vendégéjszakáké igen.

## A régió néhány fontos statisztikai adata
| Statisztikai adatok |           |  | Statisztikai mutatók |        |
| --- | --------- |  | --- | ------ |
| Terület, km², 2018-01-01 | 2.334     |  | Népsűrűség, fő/km², 2016-07-01 | 231    |
| Lakosság száma, 2016-07-01 | 537.893   |  | Lakosság átlagos életkora, 2016-07-01 | 41,5   |
| Természetes szaporodás, 2016 | 1.438     |  | Természetes szaporodás ezer főre, 2016 | 2,7    |
| Általános iskolai tanulók száma, 2016/2017                                                                                            | 48.060    |  | 0-14 éves lakosok aránya, %, 2016-07-01 | 15,8   |
| Középiskolai tanulók száma, 2016/2017                                                                                                 | 18.589    |  | 65 évnél idősebb lakosok aránya, %, 2016-07-01 | 17,6   |
| Egyetemi hallgatók, 2016/2017 | 21.051    |  | Lakosság összes növekedése ezer főre, 2016 | 4,9    |
| Gazdaságilag aktív lakosok száma, 2016                                                                                                | 224.104   |  | Képesítés nélküli vagy maximum általános iskolai iskolai végzettséggel rendelkező 15-64 éves lakosok aránya, %, 2016-01-01                                    | 17,5   |
| Foglalkoztatottak száma, 2016 | 283.845   |  | 25-64 éves közép- vagy felsőfokú végzettséggel rendelkezők aránya, %, 2016-01-01                                                                              | 35,3   |
| Regisztrált munkanélküliek száma, 2016                                                                                                | 24.845    |  | Regisztrált munkanélküliség aránya, %, 2016 | 10,1   |
| Havi átlagos bruttó bér, 2016 | 1.751,43  |  | Gazdaságilag aktív lakosság aránya, %, 2016 | 61,6   |
| Vállalkozások száma, 2016 | 65.412    |  | Kiadott lakásépítési engedélyek, 2016 | 616    |
| A régió GDP-je, millió euró, 2016 | 14.872    |  | Egy főre jutó GDP, EUR, 2016 | 27.644 |
| Megművelt földterület, ha, 2016 | 59.256    |  | Elítéltek száma ezer főre, 2016 | 2,9    |
| Turista érkezések száma, 2016 | 820.621   |  | Személyautók száz főre, 2016-12-31 | 52     |
| Turistaéjszakák száma, 2016 | 1.498.447 |  | Kommunális feldolgozású szemét, kg/fő, 2016 | 380    |
| Forrás: Statistični urad Republike Slovenije, Archiválva 2017. november 7-i dátummal a Wayback Machine-ben, Podatkovni portal SI STAT |           |  | Forrás: Statistični urad Republike Slovenije Archiválva 2017. november 7-i dátummal a Wayback Machine-ben, Slovenske statistične regije in občine v številkah |        |

## Községek a régió területén
A statisztikai régió területén a következő községek (szlovénül občina) találhatók:
| - Borovnica község - Brezovica község - Dobrepolje község - Dobrova–Polhov Gradec község - Dol pri Ljubljani község - Domžale község - Grosuplje község - Horjul község - Ig község | - Ivančna Gorica község - Kamnik község - Komenda község - Litija község - Ljubljana városi község - Logatec község - Log-Dragomer község - Lukovica község - Medvode község | - Mengeš község - Moravče község - Škofljica község - Šmartno pri Litiji község - Trzin község - Velike Lašče község - Vodice község - Vrhnika község |

## Gazdaság
Foglalkoztatási ágak: 69,7% szolgáltatások, 28,1% ipar, 2,2% mezőgazdaság.

## Turizmus
A Szlovéniát látogatók 13,2% megy el ebbe a régióba, ezek közül 90,7% Ljubljanát látogatja meg.

## Fordítás
Ez a szócikk részben vagy egészben  az   Osrednjeslovenska statistična regija című szlovén Wikipédia-szócikk ezen változatának fordításán alapul.  Az eredeti cikk szerkesztőit annak laptörténete sorolja fel. Ez a jelzés csupán a megfogalmazás eredetét és a szerzői jogokat jelzi, nem szolgál a cikkben szereplő információk forrásmegjelöléseként.